# Tomàs Gil i Membrado
Tomàs Gil i Membrado (Horta de Sant Joan, Terra Alta, 20 d'abril de 1915 - Barcelona, 4 de juny de 2014) fou instrumentista, compositor i director de cobla. Va compondre més de 1.300 sardanes, fet que el situa entre els compositors més prolífics de la història de la música de cobla, i fins a setanta de les seves peces foren guardonades. També va compondre obres simfòniques, música religiosa, coral i, durant una època, molta música lleugera.

## Biografia
S'incorporà tard a la composició per a la cobla i la sardana quan amb 48 anys entra com a instrumentista de fiscorn a la desapareguda cobla Barcelona. Persona inquieta, la seva producció és una reserva constant d'aconseguir que, musicalment, la sardana assimili els corrents més moderns. De la seva gran composició s'ha de destacar el gairebé un centenar de premis obtinguts per les sardanes com: Coll de Jou (1967), Tarragona (1970), Hospitalenca (1966), Roca de Quer (1967), Lloret bonica (1972) i El nostre Lluís (1975), Una vela a l'horitzó (1980), entre d'altres.
També són sardanes de Tomàs Gil Els tres Patufets, Tarragona Ciutat Pubilla, La Flama de la sardana i una llarga llista de títols quasi sempre amb el segell de la dedicatòria personal, i, com deia ell, «sardanes sobretot per a ballar». Algunes de les sardanes foren per a dues cobles, com Cala Romana, Figueres l'encís d'una anella, Congratulació... Compongué altres obres no sardanes per a una o dues cobles, entre elles els poemes simfònics Diumenge, L'estudiant de Vic i La Pastora del Montnegre, la Suite Montserratina, així com Tocatta i fuga núm. 1, per a cobla augmentada amb saxòfon i clarinet baix.
Respecte dels seus enregistraments, com a curiositat, compta amb una col·lecció de set obres de sis sardanes i un poema simfònic, una per cada dia de la setmana i una altra col·lecció de dotze, una per a cada mes de l'any. També cal remarcar 20 gloses per a cobla de cançons populars catalanes, de les quals 12 se n'enregistraren en un disc de la cobla Barcelona.
A Tomàs Gil i Membrado, en vida li van dedicar un carrer a Horta de Sant Joan i una avinguda a Vilanova d'Escornalbou. L'abril de 2010 fou guardonat amb la Creu de Sant Jordi per part de la Generalitat de Catalunya.

## Obres
Composicions
Llistes extensives de les seves composicions són publicades a:
- «Gil i Membrado, Tomàs». Fitxa biogràfica.   Músics per la Cobla. Arxivat de l'original el 6 de juny 2014. [Consulta: 6 juny 2014].
- «Llista de sardanes». Boig per la Sardana.   Confederació Sardanista de Catalunya. [Consulta: 6 juny 2014].

Escrits
- Les meves vivències.  Horta de Sant Joan: Ajuntament d'Horta de Sant Joan, 2002.
- Vademècum sardanista.  Girona: GISC, 2003 (Col. MOS, 16). ISBN 8460784592.

Sardanes
- L'ermita del Roser és el nom de la sardana dedicada a la Mare de Déu del Roser de Sant Climent de Llobregat. Fou composta pel mestre Tomàs Gil i Membrado l'any 1987. La lletra de la sardana fou escrita pel poeta gavanenc Joan Solé i Margarit.[cal citació]